# Giovanni de Macque
Giovanni de Macque (ook wel Giovanni de Maque of Jean de Macque) (Valenciennes, 1548/1550 – Napels, september 1614) was een Italiaanse componist, die schreef in de stijl van de Franco-Vlaamse School in tijden van renaissance en barok.

## Leven
Hij vertrok al op jeugdige leeftijd naar Wenen waar hij als koorknaap zong, maar ook studeerde bij madrigaalcomponist Philippe de Monte. Hij kreeg echter in 1563 de baard in de keel. Hij verhuisde naar een Jezuïetencollege en rond 1574 vestigde hij zich in Rome. Daar verdiende hij zijn geld als componist en organist. Uit die tijd stamt ook zijn eerste gepubliceerde werk; een verzameling van madrigalen, uitgegeven in Venetië dat op uitgeversgebied Rome naar de kroon stak. In Rome werd hij beïnvloed door Luca Marenzio, die hij ook ontmoette.
Rond 1585 trok Macque verder Italië in; hij vestigde zich in Napels. Hij kwam te werken binnen de familie van Carlo Gesualdo, waarbij zijn stijl van componeren verschoof naar de Napolitaanse School. Enkele werken droeg Macque op aan deze componist en zijn familie. Na de tragische periode binnen die familie waarin korte tijd enkele sterfgevallen te betreuren waren betrok hij rond 1590 de functie van kapelmeester  in de Cappella Reale di Napoli. Ondertussen gaf hij muziekles aan onder meer Luigi Rossi.

## Muziek
Macque componeerde veel. Er werden van hem ongeveer twaalf bundels (libro) met madrigalen uitgegeven, maar de nummering daarin is verwarrend. Zo zijn er twee Eerste boeken met madrigalen (een voor zes stemmen en een voor vier). Dit werd deels verklaard door zijn wisseling van componeerstijl van conservatief (Romeins) naar progressief (Napolitaans). Binnen zijn werk varieerde hij tussen enigszins lichte muziek en zwaardere muziek, waarbij soms de behoorlijke moeilijkheidsgraad opvalt. Dit wijst op omgang met kwalitatief hoogstaande zangers en koren, die destijds in de omgeving van Napels bezig waren.
Rond 1599 wisselde zijn componeerstijl opnieuw, mogelijk onder de invloed van Gesualdo; Macque verwerkte chromatiek in zijn werken. Met relatief veel querstanden, dichte innerlijke stemvoering en glijdende harmonieën onderscheidt de muziek zich opvallend van de vaak zeer modale muziek van zijn tijd. Het tijdspad binnen Gesualdo’s werk is echter onduidelijk; de meeste van zijn publicaties vinden plaats in grote tijdsblokken, dus het is niet exact te zeggen wanneer een stijlverandering plaatsvond. Wat dan ook opvalt is dat Macque gaat componeren in toonsoorten en intervallen die binnen de renaissanceperiode zelden gebruikt werden, zoals de toonsoort Fis majeur en interval septime.
Naast madrigalen is er binnen zijn oeuvre ook ruime aandacht voor instrumentale muziek zoals canzonas, ricercares, capriccios en talloze werken voor orgel. Ook daarin verwerkte hij moderniteiten. Voor de kerk componeerde hij verder motetten, laudas en soortgelijke werken van vijf tot achtstemmig.
In de 21e eeuw is er een redelijke discografie van zijn werken, waarbinnen de Seconde stravaganze bijzondere aandacht kreeg. Er zijn meer dan tien opnamen van dat werk beschikbaar.
- Bibsys: 6087834
- Biblioteca Nacional de España: XX1188719
- Bibliothèque nationale de France: cb139438911 (data)
- Gemeinsame Normdatei: 134571975
- International Standard Name Identifier: 0000 0000 8350 8109
- Library of Congress Control Number: n86856050
- Nationale Bibliotheek van Letland: 000041234
- MusicBrainz: ab1b21d5-b88c-464c-8c99-e8e8f4e3518c
- Nationale Bibliotheek van Tsjechië: xx0157631
- Nationale Bibliotheek van Polen: a0000001838408
- Nederlandse Thesaurus van Auteursnamen: 106056514
- Istituto Centrale per il Catalogo Unico: LO1V144593
- SNAC: w6wd3zjx
- Système universitaire de documentation: 145583902
- Virtual International Authority File: 2661724
- WorldCat: E39PBJkMHGHRmF7jCbJHbXpHG3